# Ministre d'Afers Econòmics
El Ministre d'Afers Econòmics era el nom del departament oficial en el govern de la República Irlandesa, l'Estat autoproclamat que va ser establert el 1919 pel Dáil Éireann, l'assemblea parlamentària formada per la majoria dels diputats escollits a les eleccions generals de 1918. La cartera va ser creada per a promoure el creixement econòmic i el desenvolupament del país. El càrrec fou abolit al cap d'un any.

## Ministre d'Afers Econòmics
Estatut
| Núm. | Nom                    | Mandat               | Mandat                | Partit    | Cap de Govern       | Cap de Govern   |
| ---- | ---------------------- | -------------------- | --------------------- | --------- | ------------------- | --------------- |
| 1    | Robert Barton          | 26 d'agost de 1921   | 9 de gener de 1922    | Sinn Féin |                     | Éamon de Valera |
| 2    | Kevin O'Higgins        | 10 de gener de 1922  | 9 de setembre de 1922 | Sinn Féin |                     | Arthur Griffith |
| 2    | Kevin O'Higgins        | 10 de gener de 1922  | 9 de setembre de 1922 | Sinn Féin | Mícheál Ó Coileáin  |                 |
| 2    | Kevin O'Higgins        | 10 de gener de 1922  | 9 de setembre de 1922 | Sinn Féin | William T. Cosgrave |                 |
| 3    | Ernest Blythe (interí) | 17 de juliol de 1922 | 9 de setembre de 1922 | Sinn Féin |                     | Michael Collins |
| 3    | Ernest Blythe (interí) | 17 de juliol de 1922 | 9 de setembre de 1922 | Sinn Féin | W. T. Cosgrave      |                 |